# Пресвитерианская церковь Колумбии
Пресвитерианская церковь Колумбии (исп. Iglesia Presbiteriana de Colombia, IPCol ) — протестантская реформатская деноминация в Южной Америке.
Церковь основана в Колумбии в 1855 году в результате миссионерской деятельности Рамона Монтсальватге (Ramón Montsalvatge) из Американского библейского общества и Генри Баррингтона Пратта (Henry Barrington Pratt) из Пресвитерианской церкви США.

## История
В 1855 году направленный Американским библейским обществом Рамон Монтсальватге прибыл в Колумбию. Впоследствии в страну прибыл Генри Баррингтон Пратт, направленный пресвитерианской церковью США. Оба миссионера начали служить для проживающих в стране иностранцев, и первоначально службы проводились на английском языке. В 1859 году службы стали совершаться на испанском языке. Церковь столкнулась с религиозными преследованиями и лишь в 1959 году обрела полную автономию от американских конфессий. В 1982 году деноминация создала Пресвитерианскую семинарию Великой Колумбии (англ. Presbyterian Seminary of Greater Colombia) для обучения своих пасторов.

## Раскол
В 1992 году в церкви произошел раскол. Некоторые из членов отделились и образовали новую организацию, которая получила название Реформатская евангелическая пресвитерианская церковь Колумбии. В 1993 году была образована Пресвитерианская церковь Колумбии (реформатский синод).

## Доктрина
Церковь рукополагает женщин в пасторы, старейшины и дьякониссы.

## Общественная деятельность
Церковь известна своей деятельностью по защите прав человека в Колумбии.

## Межцерковные отношения
Церковь является членом Всемирного совета церквей,  Всемирного сообщества реформатских церквей  и Альянса пресвитерианской и реформатской церквей Латинской Америки (англ. Alliance of Presbyterian and Reformed Churches of Latin America).